# Celypha doubledayana
Celypha doubledayana is een vlinder uit de familie bladrollers (Tortricidae). De wetenschappelijke naam is voor het eerst geldig gepubliceerd in 1872 door Barrett.
De soort komt voor in Europa.